# Josip Erceg
Josip Erceg (Vrgorac, 1936. – Split, 25. studenoga 2022.), hrvatski admiral.
U Rijeci 1954. završava  Srednju brodograđevnu školu, a Vojno-pomorsku akademiju 1957., završetkom koje ulazi u JRM. God 1986. imenovan je kontraadmiralom. Sredinom osamdesetih god. 20. st. imenovan je načelnikom Centra visokih vojnik škola JRM u Splitu, a u lipnju 1990. načelnikom štaba (zapovjedništva) Komande Vojnopomorske oblasti (VPO-a) u Splitu. S te je dužnosti smijenjen 21. lipnja 1991. jer je odbio pucati na prosvjednike ispred zgrade VPO-a. Prebačen je na nižu dužnost u Upravu JRM-a u Beogradu.
Dana 12. rujna 1991. napušta JNA te preko Mađarske i Slovenije dolazi u Hrvatsku, stavljajući se na raspolaganje Hrvatskoj vojsci. Dana 12. listopada 1991. imenovan je zapovjednikom Operativne grupe Istra u Puli. Potkraj ožujka 1992. imenovan je kontraadmiralom Hrvatske ratne mornarice.
Preminuo je u Splitu, 21. studenoga 2022. Pokopan je četiri dana kasnije na splitskom Lovrincu.